# 알론소 게레로 페레즈
알론소 게레로 페레즈(스페인어: Alonso Guerrero Pérez, 1962년 11월 12일 ~ )는 스페인 작가이자 교수이다. 소설 이외에도 그는 에세이, 문학평론, 저널리즘도 썼다. 1998년 8월 7일, 알론소 게레로는 스페인 언론인 레티시아 오르티스와 10년간의 구애 끝에 결혼식을 올렸지만, 1999년에 이혼했다. 오르티스는 미래의 국왕 펠리페 6세와 결혼하여 스페인의 왕비가 되었다.